# Ждановский сельский округ (Московская область)
Ждановский сельский округ — упразднённая административно-территориальная единица, существовавшая на территории Волоколамского района Московской области в 1994—2006 годах.
Ждановский сельсовет возник в первые годы советской власти в составе Тимошевской волости Волоколамского уезда Московской губернии.
В 1924 году из состава Ждановского с/с был выделен Порховский с/с.
В 1926 году Ждановский с/с включал 2 населённых пункта — Жданово и Матвейково, а также 1 железнодорожную будку.
В 1929 году Ждановский сельсовет был отнесён к Волоколамскому району Московского округа Московской области.
14 июня 1954 года к Ждановскому с/с был присоединён Нелидовский с/с.
2 февраля 1968 года селения Васильевское и Красиково были переданы из Ждановского с/с в Таболовский с/с.
3 февраля 1994 года Ждановский с/с был преобразован в Ждановский сельский округ.
20 октября 1999 года деревня Васильевское была передана из Судниковского сельского округа в Ждановский.
5 мая 2004 года деревня Матвейково была передана из Ждановского сельского округа в черту города Волоколамска. 28 мая такая же судьба постигла деревню Новопетровское.
В ходе муниципальной реформы 2005 года Ждановский сельский округ прекратил своё существование как муниципальная единица. При этом населённые пункты Жданово и Муромцево были переданы в городское поселение Волоколамск; посёлок при станции Дубосеково, Большое Никольское, Васильевское, Нелидово и Петелино — в сельское поселение Чисменское.
29 ноября 2006 года Ждановский сельский округ исключён из учётных данных административно-территориальных и территориальных единиц Московской области.